# マジ歌
「マジ歌」（マジか）は、2021年6月23日にソニー・ミュージックレコーズから発売された遊助の31枚目のシングル。

## 概要
前作「クローバー」から約5か月ぶりのシングル。
表題曲「マジ歌」は、テレビ東京系 TVアニメ「マジカパーティ」OP主題歌

## 販売形態
- 初回生産限定盤
  - CD+DVD
- 期間生産限定盤
  - CD+DVD
- 通常盤
  - CDのみ

## 収録曲

### 初回生産限定盤
CD
1. マジ歌
作詞：遊助、作曲：Kenta Urashima・Yuki Kato
2. 好きなように
作詞：遊助、作曲：遊助・N.O.B.B.
3. 抱き枕
作詞：遊助、作曲：N.O.B.B.
4. マジ歌 -Instrumental-

DVD
1. マジ歌 Music Video
2. マジ歌 Music Video Making

### 期間生産限定盤
CD
1. マジ歌
2. 好きなように
3. 抱き枕
4. マジ歌 -Instrumental-

DVD
1. テレビアニメ「マジカパーティ」オープニング映像

### 通常盤
CD
1. マジ歌
2. 好きなように
3. 抱き枕
4. SPY
作詞：遊助、作曲：SHIBU・YU-G